# Trg Slavija

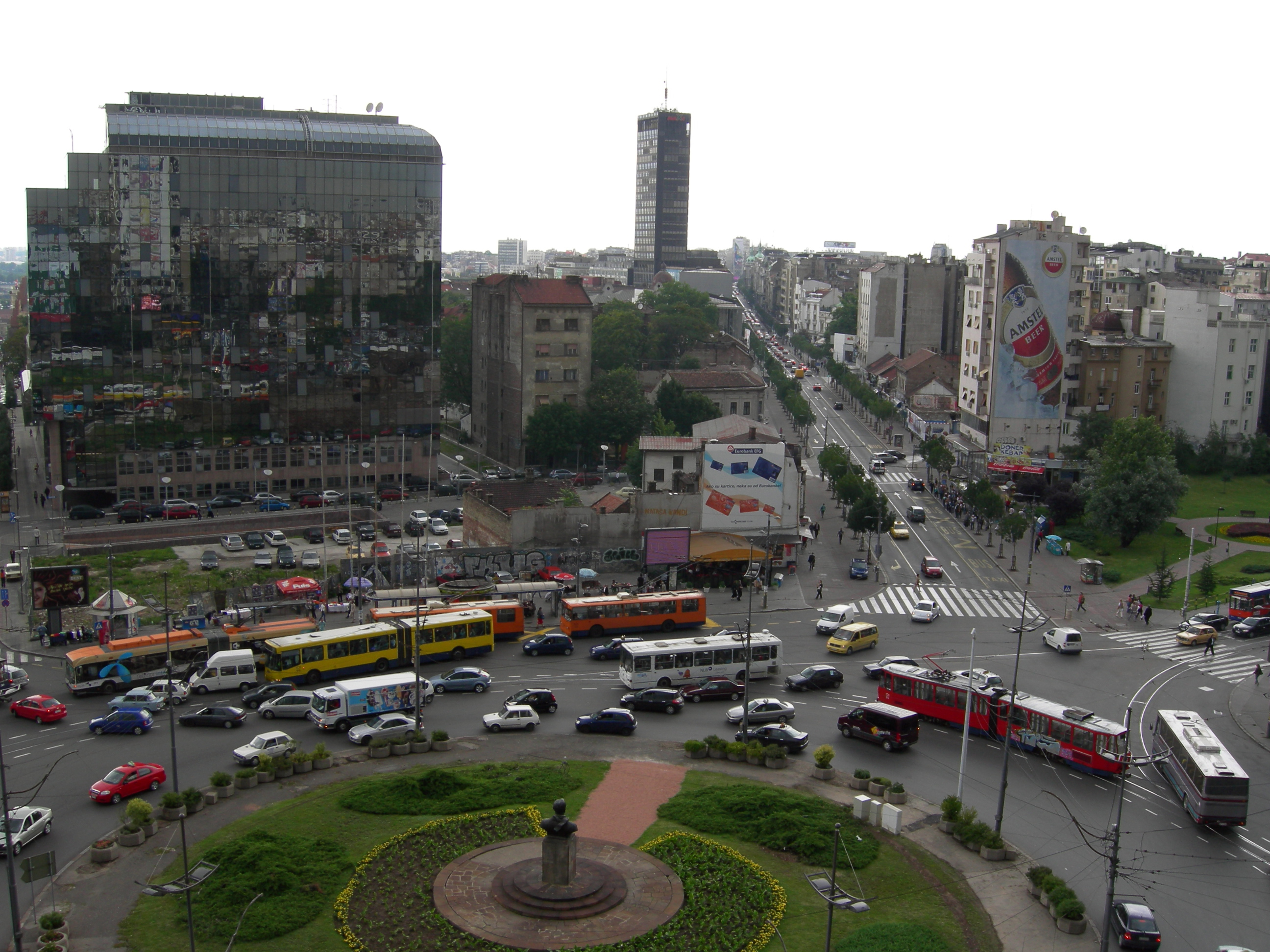
Rondellen på Trg Slavjia

Trg Slavija (serbiska: Трг Славија) är en stor knutpunkt i Belgrad, belägen en dryg kilometer syd-sydost om Terazije på den plats där gatorna Kralja Milana, Beogradska, Makenzijeva, Svetosavska, Bulevar oslobođenja, Deligradska och Nemanjina möts i en stor cirkulationsplats. Platsen kallades tidigare Trg Dimitrija Tucovica efter den serbiske socialisten Dimitrije Tucović.